# 理性之声
理性之声（羅馬化：Foní Logikís (FL)）是希腊的极右翼极端民族主义政党，由律师与前网球选手阿芙洛狄蒂·拉蒂诺普卢于2023年创立。该党主张更严格的移民管控，反对同性婚姻和晚期堕胎，支持以色列在加沙的军事行动，支持恢复死刑。党魁拉蒂诺普卢在2024年欧洲议会选举中当选欧洲议会议员。

## 历史
该政党最初以“祖国党”（羅馬化：Patrída）之名成立，但因与拉蒂诺普卢此前所属的爱国变革力量党的名称及标志冲突，被希腊最高法院取消2023年5月议会选举参选资格。随后该党更名参与同年6月提前举行的议会选举，获得0.43%选票。在2024年欧洲议会选举中，该党得票率略高于3%的选举门槛，党魁阿芙洛狄蒂·拉蒂诺普卢当选欧洲议会议员。2024年7月8日，该党加入欧洲议会欧洲爱国者党团。

## 政治立场

### 社会文化
理性之声支持者视移民管控为关键议题，该党主张实行封闭式边境管理及严格庇护审核标准。其纲领明确反对给予非法移民公民身份，强调须对无合法身份者实施遣返。该党还倡议与文化相近国家签订双边协议，通过短期劳工计划满足劳动力需求；针对人口结构问题，提出通过经济激励政策（如四孩及以上家庭免征所得税）提升希腊生育率，同时基于“避免希腊族裔被替代”的原则，明确拒绝将移民作为人口下降的长期解决方案。在堕胎合法性问题上，该党支持现行希腊法律，即允许妊娠初期自由堕胎、妊娠中期有条件堕胎，但限制妊娠晚期绝大多数堕胎行为。
关于LGBTQ+议题，党纲承认社会应接纳性少数群体并禁止住房、就业及政府招聘领域的歧视，但坚决反对同性婚姻、收养权、骄傲游行，抵制进步性别理论纳入公共教育体系。该党强调传统二元性别家庭结构对社会稳定与儿童成长的根本性作用，认为这既符合自然规律也体现社会共识。纲领明确抵制性别定义的扩展，反对将其引入学校课程、政府文件和官方医疗记录体系，将自身立场定位为传统价值与文化规范的捍卫者。党魁拉蒂诺普卢关于“觉醒议程”的言论被部分群体批评为跨性别恐惧、厌女及采用政治暗语，她曾将同性恋与恋童癖相关联，指控部分活动人士试图将“秘密合法化恋童癖”的诉求隐藏于同性恋权利运动之中，作为其所谓“觉醒议程”的特洛伊木马策略。

### 刑事犯罪
该党支持对证据确凿的恶性犯罪（包括谋杀、儿童性侵及人口贩卖）恢复死刑，党魁拉蒂诺普卢在公开访谈中多次重申此立场。

### 国际政治
该党在加沙战争中支持以色列，并将10月7日袭击定性为对西方文明的攻击，拉蒂诺普卢之后补充强调冲突双方应遵守战争法规，尤其需保障妇女儿童安全。该党亦谴责2024年4月伊朗对以色列的袭击。

### 国内政治
针对希腊最高法院禁止斯巴达人党参选2024年欧洲议会选举的裁决，该党指其破坏选举自由、践踏民主权利并开创危险司法先例。拉蒂诺普卢长期指控米佐塔基斯领导下的新民主党实为“伪装成中右翼的中左翼政党”，斥责党魁米佐塔基斯为“冥顽不灵的社会主义者”和隐秘左翼分子，她指出执政五年多来，希腊无家可归者激增、铁路安全隐患频发、公立大学毒品及犯罪泛滥等乱象，证明新民主党政府“默许即纵容，纵容即共谋”。拉蒂诺普卢以“防止司法权越界”为由反对欧盟介入色萨利列车事故调查，她亦谴责现政府事故后“零安全改进”显露“冷血本质”，支持希腊国内司法调查但抵制欧盟层面干预。拉蒂诺普卢公开指摘希腊方案党魁基里亚科斯·维洛普洛斯的性格以及在列车事故中的立场系“自命不凡的老顽固”及“招摇撞骗的欺诈犯”，并强调自身才是对抗“中左翼新民主党”唯一严肃的右翼替代力量。

## 选举结果

### 希腊议会
| 选举      | 领导人                | 得票数 | 得票率 | 席位    | 排名   | 地位   |
| --------- | --------------------- | ------ | ------ | ------- | ------ | ------ |
| 2023年6月 | 阿芙洛狄蒂·拉蒂诺普卢 | 22,347 | 0.43%  | 0 / 300 | 第11名 | 议会外 |

### 欧洲议会
| 选举   | 领导人                | 得票数  | 得票率 | 得票率变化 | 席位   | 席位变化 | 排名  | 欧洲党团 |
| ------ | --------------------- | ------- | ------ | ---------- | ------ | -------- | ----- | -------- |
| 2024年 | 阿芙洛狄蒂·拉蒂诺普卢 | 120,753 | 3.04%  | 新政党     | 1 / 21 | 新政党   | 第8名 | PfE      |